# Organização dos Fedayin do Povo Iraniano (Maioria)
A Organização dos Fedayin do Povo Iraniano (Maioria) (em persa: سازمان فدائیان خلق ایران (اکثریت); romaniz.: Sāzmān-e fedaiyān-e khalq-e Irān (aksariat)) é um partido político oposicionista de esquerda iraniano no exílio. A OFPI(M) defende uma república secular iraniana e o derrube do atual regime da República Islâmica do Irão. 
Uma cisão da Organização das Guerrilhas Fedayin do Povo Iraniano, era considerada a maior organização comunista iraniana entre 1980 e 1991. O partido passou a defender posições social-democratas.
Em 2018, juntou-se com a União dos Fedayin do Povo do Irão (Defensores da Unidade da Esquerda) e com a rede Ativistas de Esquerda para fundar o Partido da Esquerda do Irão (Fedayin do Povo).